# Jordanoleiopus zanzibaricus
Jordanoleiopus zanzibaricus es una especie de escarabajo longicornio del género Jordanoleiopus, tribu Acanthocinini, familia Cerambycidae. Fue descrita científicamente por Breuning en 1967.

## Distribución
Se distribuye por Zanzíbar.

## Descripción
La especie mide 5 milímetros de longitud.